# ペイパードライヴァーズミュージック
『ペイパードライヴァーズミュージック』は、キリンジの1枚目のアルバム。
リリース直後より音楽評論家から高い評価を受け、「ミュージック・マガジン」誌では「新しい日本語のポップス・ロック」と題して、キリンジ等の新進アーティストを多数紹介した特集記事が組まれた。また同誌2016年7月号の特集「90年代の邦楽アルバム・ベスト100」では10位に選出され、「洗練されたサウンドと吟味され尽くした日本語使いには卓越したスキルがあり、歌詞に描かれた人間たちのとまどいやもどかしさにはレトリックを超えて伝わる率直さがあった」と評された。

## 収録曲

### 楽曲解説
1. 双子座グラフィティ
  - メジャー1stシングル。
2. 風を撃て
  - インディーズ1stシングル「キリンジ」収録曲。
  - シングルとは仕様が異なっている。
3. 野良の虹
  - インディーズ1stシングル「キリンジ」収録曲。
4. 太陽の午後
5. 雨をみくびるな
  - メジャー1stシングルのカップリング曲。
6. 甘やかな身体
7. P.D.M. (Instrumental)
8. ニュータウン
9. 汗染みは淡いブルース
10. 冬のオルカ
  - インディーズ2ndシングル。
  - シングルとは仕様が異なっている。
11. 五月病
12. かどわかされて
13. さよならデイジーチェイン (Bonus Tracks)
14. 双子座グラフィティ -INSTRUMENTAL- (Bonus Tracks)
15. 雨を見くびるな -INSTRUMENTAL- (Bonus Tracks)

## 収録内容
| #         | タイトル                                                            | 作詞      | 作曲      | 時間  |
| --------- | ------------------------------------------------------------------- | --------- | --------- | ----- |
| 1.        | 「双子座グラフィティ」                                              | 堀込泰行  | 堀込泰行  | 4:50  |
| 2.        | 「風を撃て」                                                        | 堀込泰行  | 堀込泰行  | 3:51  |
| 3.        | 「野良の虹」                                                        | 堀込高樹  | 堀込高樹  | 4:25  |
| 4.        | 「太陽の午後」                                                      | 堀込泰行  | 堀込泰行  | 3:54  |
| 5.        | 「雨をみくびるな」                                                  | 堀込高樹  | 堀込高樹  | 4:44  |
| 6.        | 「甘やかな身体」                                                    | 堀込高樹  | 堀込高樹  | 4:18  |
| 7.        | 「P.D.M. (INSTRUMENTAL)」                                           | -         | 堀込高樹  | 3:24  |
| 8.        | 「ニュータウン」                                                    | 堀込高樹  | 堀込高樹  | 4:02  |
| 9.        | 「汗染みは淡いブルース」                                            | 堀込高樹  | 堀込高樹  | 4:17  |
| 10.       | 「冬のオルカ」                                                      | 堀込泰行  | 堀込泰行  | 3:37  |
| 11.       | 「五月病」                                                          | 堀込泰行  | 堀込泰行  | 3:53  |
| 12.       | 「かどわかされて」                                                  | 堀込高樹  | 堀込高樹  | 5:34  |
| 13.       | 「さよならデイジーチェイン」(Bonus Track / 初回盤のみ収録)          | 堀込泰行  | 堀込泰行  | 2:46  |
| 14.       | 「双子座グラフィティ (INSTRUMENTAL)」(Bonus Track / 初回盤のみ収録) | -         | 堀込泰行  | 4:50  |
| 15.       | 「雨を見くびるな (INSTRUMENTAL)」(Bonus Track / 初回盤のみ収録)     | -         | 堀込高樹  | 4:43  |
| 合計時間: | 合計時間:                                                           | 合計時間: | 合計時間: | 63:08 |